# Listă de dramaturgi kazahi
Aceasta este o listă de dramaturgi kazahi în ordine alfabetică:

## A
- Mukhtar Auezov

## M
- Bejimbet Mailin
- Gabit Musirepov

## S
- Lavrenti Son (Лаврентий Дядюнович Сон, 1941 - )

## T
- Abdilda Tazhibaev (Әбділда Тәжібаев, 1909 - 1998)

## Vezi și
- Listă de piese de teatru kazahe
- Listă de scriitori kazahi
- Listă de dramaturgi